# Fallout (franquia)
Fallout é uma franquia de jogos eletrônicos de RPG pós-apocalípticos criada por Tim Cain e Leonard Boyarsky na Interplay Entertainment. A série se passa durante a primeira metade do 3º milênio, e seu cenário retrofuturista atompunk e obras de arte são influenciados pela cultura do pós-guerra dos Estados Unidos dos anos 1950, com sua combinação de esperança pelas promessas da tecnologia e o medo oculto da aniquilação nuclear. Fallout é considerado um sucessor espiritual de Wasteland, um jogo de 1988 desenvolvido pela Interplay Productions.
O primeiro título da série, Fallout, foi desenvolvido pela Black Isle Studios e lançado em 1997, e sua sequência, Fallout 2, no ano seguinte. Com o RPG tático Fallout Tactics: Brotherhood of Steel, o desenvolvimento foi entregue à Micro Forté e à 14 Degrees East. Em 2004, a Interplay fechou a Black Isle Studios, e continuou a produzir Fallout: Brotherhood of Steel, um jogo de ação com elementos de RPG para PlayStation 2 e Xbox, sem a Black Isle Studios. Fallout 3, a terceira entrada da série principal, foi lançado em 2008 pela Bethesda Softworks, e foi seguido por Fallout: New Vegas, desenvolvido pela Obsidian Entertainment lançado em 19 de outubro de 2010. Fallout 4 foi lançado em 2015 e Fallout 76 lançado em 14 de novembro de 2018.
A Bethesda Softworks detém os direitos de propriedade intelectual do Fallout. Depois de adquiri-lo, a Bethesda licenciou os direitos de fazer uma versão MMORPG de Fallout para a Interplay. O MMORPG chegou ao estágio beta da Interplay, mas uma prolongada batalha legal entre a Bethesda Softworks e a Interplay interrompeu o desenvolvimento do jogo, resultando em seu cancelamento. A Bethesda argumentou no tribunal que a Interplay não cumpriu os termos e condições do contrato de licenciamento. O caso chegou a uma resolução no início de 2012.

## Origem
As ideias da série Fallout começaram com Wasteland da Interplay Productions, lançado em 1988. Naquela época, a Interplay não era uma editora e usava a Electronic Arts para distribuição do jogo. De acordo com o fundador da Interplay, Brian Fargo, eles queriam explorar um cenário pós-apocalíptico e criaram Wasteland para isso. Algum tempo após o lançamento, a Interplay decidiu mudar o foco e se tornar uma editora enquanto ainda desenvolvia jogos. Fargo queria continuar a usar a propriedade intelectual de Wasteland, mas não podia negociar os direitos de volta da Electronic Arts. Ainda querendo fazer algo em um cenário pós-apocalíptico, Fargo e sua equipe decidiram fazer um novo cenário e jogo. Eles determinaram quais aspectos de Wasteland eram positivos e escreveram e desenvolveram um novo jogo em torno deles. O resultado foram os primeiros jogos Fallout, que foram lançados quase dez anos depois de Wasteland.

## Jogos
| 1997      | Fallout                       |
| 1998      | Fallout 2                     |
| 1999–2000 |                               |
| 2001      | Tactics: Brotherhood of Steel |
| 2002–2003 |                               |
| 2004      | Brotherhood of Steel          |
| 2005–2007 |                               |
| 2008      | Fallout 3                     |
| 2009      |                               |
| 2010      | New Vegas                     |
| 2011–2014 |                               |
| 2015      | Shelter                       |
| 2015      | Fallout 4                     |
| 2016      | Pinball                       |
| 2017      |                               |
| 2018      | Fallout 76                    |
| 2019      | Shelter Online                |
| ASA       | Fallout 5                     |

| Ano             | Título                        | Desenvolvedora  | Plataforma(s)   | Plataforma(s)            | Plataforma(s)                | Plataforma(s)   |                 |
| Ano             | Título                        | Desenvolvedora  | Computador      | Computador               | Console                      | Mobile          |                 |
| Série principal | Série principal               | Série principal | Série principal | Série principal          | Série principal              | Série principal | Série principal |
| --------------- | ----------------------------- | --------------- | --------------- | ------------------------ | ---------------------------- | --------------- | --------------- |
| 1997            | Fallout                       | Interplay       | Windows, MS-DOS | Mac OS Classic, Mac OS X |                              |                 |                 |
| 1998            | Fallout 2                     | Black Isle      | Windows         | Mac OS Classic, Mac OS X |                              |                 |                 |
| 2008            | Fallout 3                     | Bethesda        | Windows         |                          | PS3, Xbox 360                |                 |                 |
| 2015            | Fallout 4                     | Bethesda        | Windows         |                          | PS4, Xbox One, PS5, Xbox X/S |                 |                 |
| ASA             | Fallout 5                     | Bethesda        | ASA             | ASA                      | ASA                          | ASA             | ASA             |
| Spin-offs       |                               |                 |                 |                          |                              |                 |                 |
| 2001            | Fallout Tactics               | Micro Forté     | Windows         | Windows                  |                              |                 |                 |
| 2004            | Fallout: Brotherhood of Steel | Interplay       |                 |                          | PS2, Xbox                    |                 |                 |
| 2010            | Fallout: New Vegas            | Obsidian        | Windows         | Windows                  | PS3, Xbox 360                |                 |                 |
| 2015            | Fallout Shelter               | Bethesda        | Windows         | Windows                  | PS4, Xbox One, Switch        | iOS, Android    |                 |
| 2016            | Fallout Pinball               | Zen Studios     |                 |                          |                              | iOS, Android    |                 |
| 2018            | Fallout 76                    | Bethesda        | Windows         | Windows                  | PS4, Xbox One                |                 |                 |
| 2019            | Fallout Shelter Online        | Gaea Mobile     |                 |                          |                              | iOS, Android    |                 |

### Série principal

#### Fallout(1997)
Lançado em outubro de 1997, Fallout se passa em um sul da Califórnia pós-apocalíptico, começando no ano de 2161. O protagonista, conhecido como Vault Dweller (Habitante do Refúgio), tem a tarefa de recuperar um chip de água nos Ermos para substituir o quebrado em seu abrigo subterrâneo, Vault 13. Depois, o Vault Dweller deve frustrar os planos de um grupo de mutantes, liderados por uma entidade grotesca chamada Mestre. Fallout foi originalmente planejado para rodar sob o sistema de RPG GURPS. No entanto, um desentendimento com o criador de GURPS, Steve Jackson, sobre o conteúdo violento do jogo exigiu que a Black Isle Studios desenvolvesse o novo sistema S.P.E.C.I.A.L. A atmosfera e a arte de Fallout são uma reminiscência dos Estados Unidos pós-Segunda Guerra Mundial durante a era da Guerra Fria e o medo de que o país estivesse caminhando para uma guerra nuclear no mundo real.

#### Fallout 2(1998)
Fallout 2 foi lançado em outubro de 1998, com várias melhorias em relação ao primeiro jogo, incluindo um motor aprimorado, a capacidade de definir atitudes de personagens não jogáveis (NPC) membros do grupo e a capacidade de empurrar as pessoas que estão bloqueando portas. Recursos adicionais incluíram várias mudanças, incluindo significativamente mais piadas e paródias da cultura pop, como vários encontros aleatórios especiais referenciando Monty Python e O Guia do Mochileiro das Galáxias, e diálogos de autoparódia que quebraram a quarta parede para mencionar a mecânica do jogo. Fallout 2 se passa oitenta anos após Fallout, e gira em torno de um descendente do Vault Dweller, o protagonista de Fallout. O jogador assume o papel do Chosen One (neto real do Vault Dweller) enquanto tenta salvar sua aldeia, Arroyo, da fome e das secas. Depois de salvar a aldeia, o Chosen One (O Escolhido) deve lutar contra o Enclave, os remanescentes do governo dos Estados Unidos pré-guerra (bem como o governo das sombras encarregado do projeto do refúgio).

#### Fallout 3(2008)

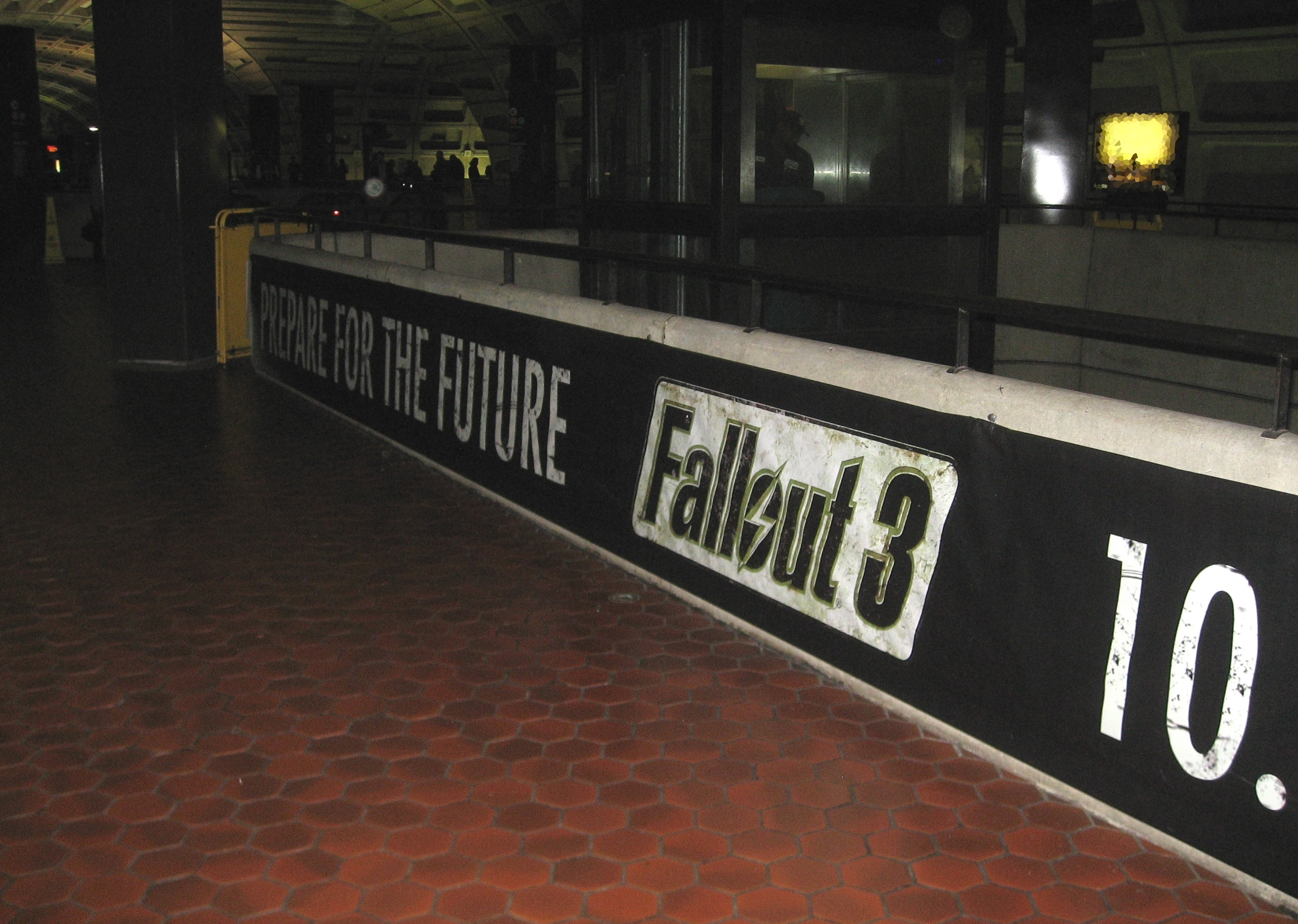
Campanha promocional "Prepare for the Future" na estação Metro Center em Washington, D.C.

Fallout 3 foi desenvolvido pela Bethesda Game Studios e lançado em 28 de outubro de 2008. A história começa trinta anos após o cenário de Fallout 2 e 200 anos após a guerra nuclear que devastou o mundo do jogo. O personagem do jogador é um morador do Refúgio 101 que é forçado a fugir quando o Supervisor tenta prendê-lo em resposta ao pai deixar o Refúgio. Uma vez fora, o jogador é apelidado de Lone Wanderer (Andarilho Solitário) e se aventura nos Ermos dentro e ao redor de Washington, D.C., conhecido como Ermos da Capital, para encontrar seu pai. Ele difere dos jogos anteriores da série por utilizar gráficos 3D, um mundo de jogo livre e combate em tempo real, em contraste com os gráficos isométricos 2D dos jogos anteriores e o combate baseado em turnos.  Foi desenvolvido para PC, Xbox 360 e PlayStation 3 usando o motor Gamebryo. Ele recebeu críticas altamente positivas, obtendo 91 de 100,(PC) 93 de 100,(XBOX 360) e 90 de 100(PS3) no Metacritic para as versões PC, PS3 e Xbox 360 do jogo, respectivamente. Ele ganhou o prêmio de Jogo do Ano de 2008 da IGN, Jogo do Ano do Xbox 360, Melhor RPG e Melhor Uso de Som, bem como o Melhor do Show e Melhor Jogo de RPG da E3. 

#### Fallout 4(2015)
Fallout 4, desenvolvido pela Bethesda Game Studios, foi lançado em 10 de novembro de 2015. O jogo foi lançado para Microsoft Windows, PlayStation 4 e Xbox One e se passa em Boston, Massachusetts, na Comunidade da Nova Inglaterra e apresenta protagonistas dublados. A versão do Xbox One foi confirmada como tendo mods a partir de 2016. A Bethesda também confirmou mods para PlayStation 4, após longas negociações com a Sony. Uma versão de realidade virtual do jogo foi lançada em 11 de dezembro de 2017, disponível no SteamVR. Fallout 4 se passa no ano de 2287, dez anos após os eventos de Fallout 3. A história de Fallout 4 começa no dia em que as bombas caíram: 23 de outubro de 2077. O personagem do jogador (dublado por Brian T. Delaney ou Courtenay Taylor), apelidado de Sole Survivor (Único Sobrevivente), se abriga no Refúgio 111, emergindo 210 anos depois, após ser submetido a uma animação suspensa. O Sole Survivor sai em busca de seu filho que foi levado do Refúgio.

#### Fallout 5(ASA)
Em junho de 2022, Todd Howard afirmou em uma entrevista que Fallout 5 começaria a ser desenvolvido após a conclusão de The Elder Scrolls VI, com uma janela de lançamento não especificada.

### Spin-offs

#### Fallout Tactics: Brotherhood of Steel(2001)
Fallout Tactics: Brotherhood of Steel é o primeiro jogo Fallout a não exigir que o jogador lute em um modo baseado em turnos, e o primeiro a permitir que o jogador personalize as habilidades, vantagens e ações de combate do resto do grupo. Fallout Tactics se concentra no combate tático em vez de RPG; O novo sistema de combate incluía diferentes modos, posturas e modificadores, mas o jogador não tinha opções de diálogo. A maioria das críticas ao jogo veio de sua incompatibilidade com a história dos dois jogos originais, não de sua jogabilidade. Fallout Tactics inclui um modo multiplayer que permite aos jogadores competir contra esquadrões de outros personagens controlados por outros jogadores. Ao contrário dos dois jogos anteriores, que são baseados na Califórnia, Fallout Tactics se passa no centro-oeste dos Estados Unidos. O jogo foi lançado no início de 2001 com críticas geralmente favoráveis. Em 2020, Emil Pagliarulo afirmou que elementos e lore de Fallout Tactics foram usados nos títulos subsequentes da Bethesda Softworks na série.

#### Fallout: Brotherhood of Steel(2004)
Fallout: Brotherhood of Steel se tornou o primeiro jogo Fallout para consoles quando foi lançado em 2004. Segue um iniciado na Irmandade do Aço que recebe uma missão suicida para encontrar vários Paladinos da Irmandade perdidos. Brotherhood of Steel é um ARPG, representando uma ruptura significativa com as encarnações anteriores da série Fallout, tanto na jogabilidade quanto na estética. O jogo não apresenta personagens não jogáveis que acompanham o jogador em combate e usa música heavy metal, incluindo Slipknot, Devin Townsend e Killswitch Engage, que contrasta com a música dos jogos Fallout anteriores, interpretada por The Ink Spots e Louis Armstrong. Foi o último jogo Fallout desenvolvido pela Interplay.

#### Fallout: New Vegas(2010)

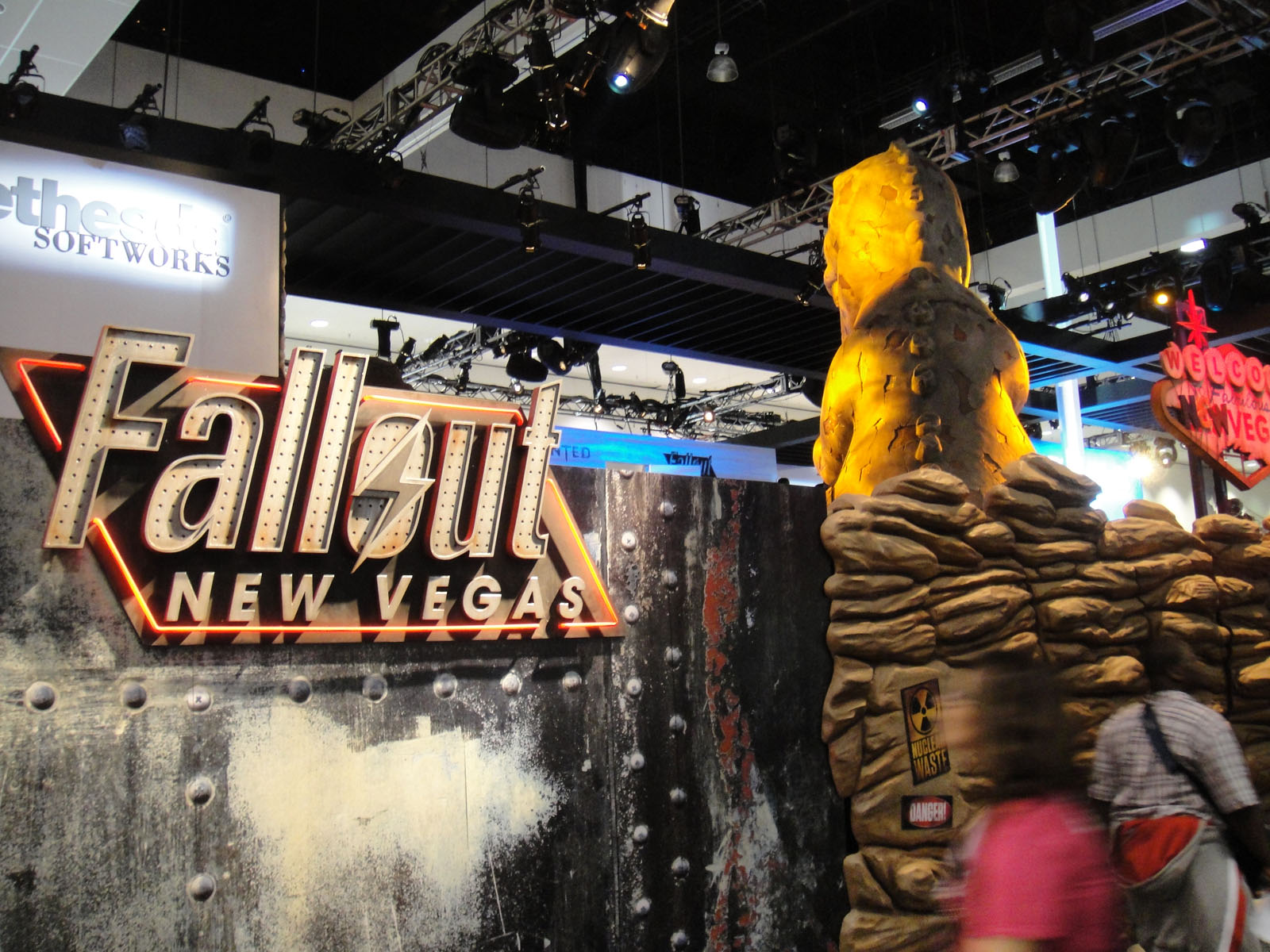
Exposição de Fallout: New Vegas na E3 2010

Fallout: New Vegas foi desenvolvido pela Obsidian Entertainment e lançado em 19 de outubro de 2010. A equipe de desenvolvimento incluiu desenvolvedores que trabalharam anteriormente em Fallout e Fallout 2. Fallout: New Vegas não é uma sequência direta de Fallout 3. Os eventos seguem quatro anos após Fallout 3 e oferecem uma experiência semelhante, mas nenhum personagem desse jogo aparece. O jogador assume o papel de um mensageiro no mundo pós-apocalíptico da Mojave Wasteland. Quando o jogo começa, o Courier é baleado na cabeça e deixado para morrer pouco antes de ser encontrado e levado a um médico na cidade vizinha de Goodsprings, marcando o início do jogo e a busca do Courier por seu suposto assassino. A cidade de New Vegas é uma interpretação pós-apocalíptica de Las Vegas. 

#### Fallout Shelter(2015)
Fallout Shelter é um jogo de simulação para Microsoft Windows, iOS, Android, Xbox One, PlayStation 4 e Nintendo Switch. O jogador atua como o Supervisor, construindo e gerenciando seu Refúgio e seus moradores, enviando-os para os Ermos em missões de reconhecimento e defendendo o Refúgio de ataques. Ao contrário dos títulos principais da franquia, este jogo não tem final e gira principalmente em torno da tentativa de manter vivas as pessoas que vivem no refúgio. O jogo usa microtransações, uma forma de compras no jogo, que assumem a forma de Nuka-Cola quantum, a moeda "premium" do jogo; lancheiras, um item que daria uma mistura aleatória de itens do jogo; transportadoras de animais de estimação, que contém um animal de estimação, o que pode aumentar as estatísticas de um único habitante; e "Mister Handys" ou "Snip-Snips" (a mesma coisa com skin diferente), robôs que podem colher os materiais do jogo ou ser designados para fora do cofre para colher tampas de garrafa, a moeda do jogo. Fallout Shelter foi lançado para iOS em 14 de junho de 2015, Android em 13 de agosto de 2015 e para PC em 15 de julho de 2016. Em 7 de fevereiro de 2017, a Bethesda lançou Fallout Shelter no Xbox One. Em 10 de junho de 2018, a Bethesda anunciou e lançou Fallout Shelter no Nintendo Switch e PlayStation 4. 

#### Fallout Pinball(2016)
No final de 2016, a Zen Studios desenvolveu um jogo de pinball virtual baseado no universo Fallout como parte da coleção Bethesda Pinball, que se tornou disponível como parte do Zen Pinball 2, Pinball FX 2 e Pinball FX 3, bem como um aplicativo gratuito separado para iOS e dispositivos móveis Android. A adaptação do pinball é baseada em Fallout 4, embora também contenha elementos de títulos anteriores.

#### Fallout 76(2018)

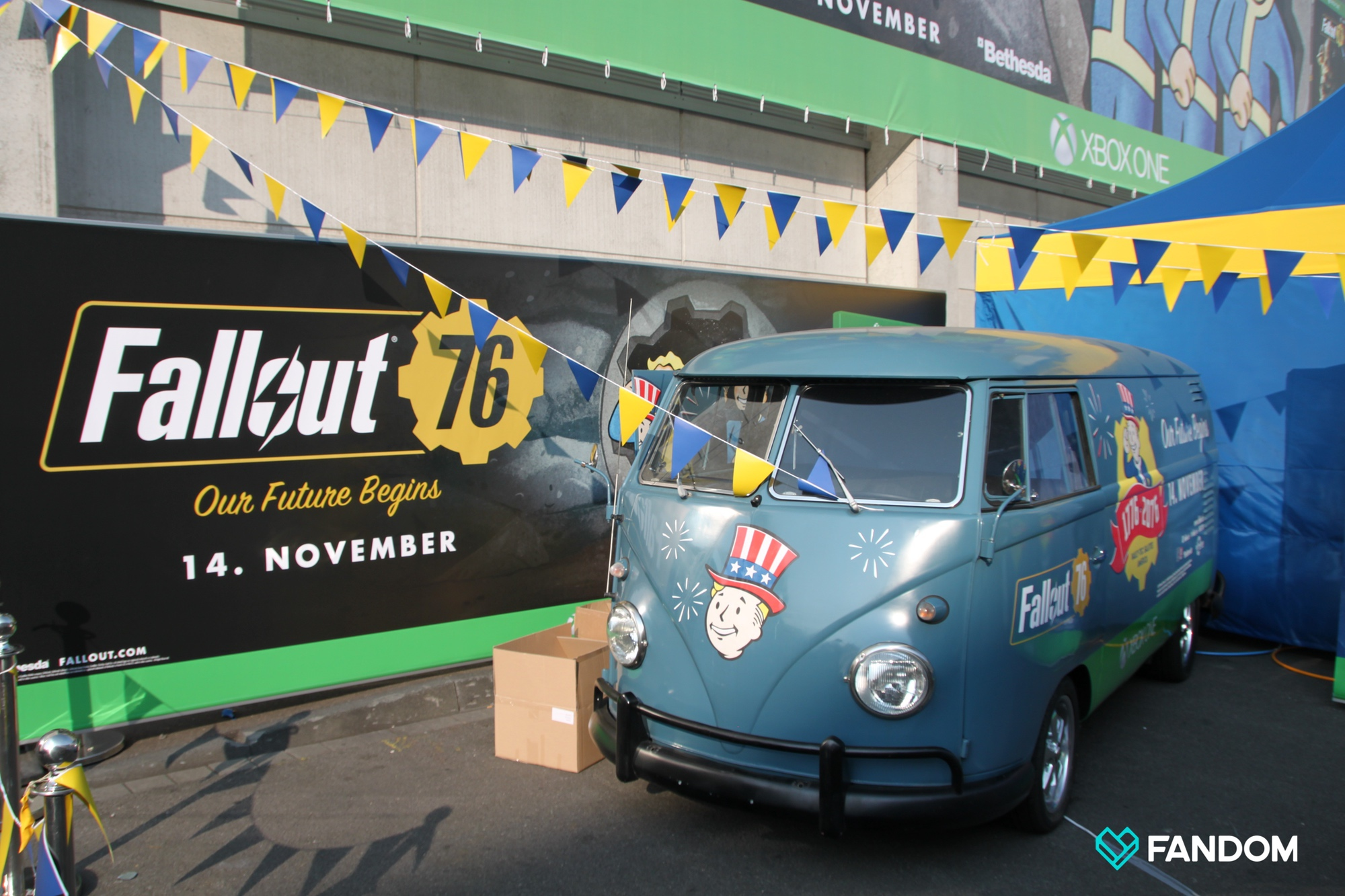
Promoção "Our Future Begins" para Fallout 76 na Gamescom 2018

Fallout 76 é o primeiro jogo multijogador online da franquia. É ambientado na Virgínia Ocidental, com a maioria dos monstros e inimigos baseados no folclore regional. Quando o jogo foi lançado originalmente, não havia personagens não jogáveis humanos, embora tenha recebido NPCs e diálogos de personagens com a atualização "Wastelanders". Foi lançado para Microsoft Windows, PlayStation 4 e Xbox One em 14 de novembro de 2018.

#### Fallout Shelter Online(2019)
Fallout Shelter Online é uma sequência de Fallout Shelter desenvolvida pela empresa chinesa Gaea Mobile. Ele expande a mecânica dos jogos originais, ao mesmo tempo em que introduz recursos multiplayer, como JxJ e a capacidade de jogar online, bem como a mecânica do jogo Gacha. Foi lançado em junho de 2019 exclusivamente na China. Em 18 de março de 2020, foi aberto o pré-registro para Indonésia, Malásia, Filipinas, Tailândia, Singapura, Coreia do Sul e Japão. Em 1º de junho de 2020, foi lançado nos antigos territórios em dispositivos iOS e Android.

### Jogos de mesa

#### Fallout: Warfare(2001)
Fallout: Warfare é um wargame baseado no enredo de Fallout Tactics, usando uma versão simplificada do sistema S.P.E.C.I.A.L. O livro de regras foi escrito por Christopher Taylor e estava disponível no CD bônus Fallout Tactics, junto com miniaturas recortadas. Fallout: Warfare apresenta cinco facções distintas, veículos, quatro tipos de jogo e 33 unidades diferentes. As regras exigem apenas dados de dez lados. As modificações no sistema S.P.E.C.I.A.L permitem que cada unidade tenha um conjunto único de estatísticas e dê às unidades especiais certas habilidades que podem usar, incluindo pilotagem, médico e reparo. Uma seção do manual de Fallout: Warfare permite que as campanhas sejam conduzidas usando as regras de Warfare.  

#### Fallout: The Board Game(2017)
Fallout: The Board Game foi anunciado pela Fantasy Flight Games em 8 de agosto de 2017. Em Fallout: The Board Game, até um a quatro jogadores podem explorar os locais de Fallout 3, Fallout 4 e suas expansões. As pré-encomendas foram abertas em 2 de outubro de 2017. Foi lançado e disponibilizado para compra online e em varejistas em 30 de novembro de 2017.
Uma expansão intitulada Fallout: New California foi anunciada em 13 de julho de 2018, que explora a área da Nova Califórnia apresentada em Fallout e Fallout 2. As pré-encomendas foram abertas em 2 de outubro de 2017. Foi lançado e disponibilizado para compra online e em varejistas em 25 de outubro de 2018.

#### Fallout: Wasteland Warfare  (2018)
O wargame Fallout: Wasteland Warfare foi anunciado pela Modiphius Entertainment em abril de 2017. Foi lançado em março de 2018.
Uma versão de mesa virtual foi lançada no Fantasy Grounds em 26 de abril de 2022.

#### Fallout: The Roleplaying Game(2021)
O RPG de mesa Fallout: The Roleplaying Game, também da Modiphius Entertainment, foi lançado digitalmente em 31 de março de 2021. O jogo apresenta uma versão modificada do sistema S.P.E.C.I.A.L., incluindo as sete estatísticas, habilidades, habilidades de tag e vantagens S.P.E.C.I.A.L. Sua mecânica central é o sistema "2d20" de Modiphius, um sistema de pool de dados no qual qualquer ação é resolvida rolando dois dados de vinte lados e contando o número de "sucessos", que são qualquer resultado igual ou inferior ao atributo S.P.E.C.I.A.L. combinado do personagem mais seu nível de habilidade para uma ação específica. Os jogadores podem rolar dados adicionais gastando "Pontos de Ação", um recurso compartilhado por todos os jogadores ativos no jogo, que são gerados e gastos continuamente ao longo de uma sessão de jogo. 
A configuração padrão do jogo é a Commonwealth, a mesma de Fallout 4, no mesmo período de tempo. O texto ilustrativo em todo o livro de regras descreve os personagens apresentados em Fallout 4 e sugere que os eventos estão programados para ocorrer da mesma forma que no início do videogame, como a chegada do dirigível Prydwen. O livro de regras contém descrições de locais, corporações fictícias, facções e eventos específicos da área padrão da grande Boston. O suporte para regiões que apareceram em outros videogames de Fallout, como New California, Midwest, Capital Wasteland, Mojave Wasteland ou Appalachia, não foram incluídos no livro de regras básico. 
Em 13 de maio de 2020, uma expansão de livro de missões do tamanho de um suplemento intitulada Winter of Atom foi anunciada. A expansão se passa na Comunidade antes dos eventos de Fallout 4 durante um inverno rigoroso, com o conflito envolvendo a defesa de assentamentos contra o Último Filho do Átomo, o líder de uma seita desonesta dos Filhos do Átomo. Quatro novas facções também são introduzidas, bem como origens de personagens adicionais para jogadores sintéticos, protectrons e filhos do átomo. As pré-encomendas físicas de Winter of Atom foram abertas em maio de 2023, que incluíam uma cópia digital em formato PDF no momento da compra. As cópias físicas estavam programadas para serem enviadas em julho de 2023.

#### Magic: The Gathering: Fallout(2024)
Um conjunto de quatro decks pré-construídos para Magic: The Gathering baseados em todos os videogames anteriores de Fallout foi lançado pela Wizards of the Coast sob licença da Bethesda em 8 de março de 2024, como parte do programa Universes Beyond de produtos cross-over de Magic. Esses decks foram projetados para o formato Commander de Magic multijogador e representam diferentes facções: Sobreviventes, Legiões, Cientistas e Mutantes. A coleção contém um total de 146 novas cartas, representando personagens, equipamentos, cofres e outros elementos dos jogos Fallout, juntamente com reimpressões de cartas mais antigas, todas com novas artes retratando o cenário pós-apocalíptico.

#### Fallout Factions(2024)
O skirmishing wargame, Fallout Factions, foi anunciado pela Modiphius Entertainment em 10 de setembro de 2022, durante seu evento online, ModCon 2022. O primeiro lançamento do jogo, Fallout Factions: Nuka World, é jogado usando miniaturas de três gangues de Invasores: a Matilha, os Discípulos e os Operadores, que foram originalmente introduzidos na expansão Nuka-World de Fallout 4. As miniaturas do jogo também foram anunciadas como compatíveis com Fallout: Wasteland Warfare. Em 15 de setembro de 2023, foi anunciado via newsletter que o jogo seria lançado em 2024.

### Jogos cancelados

#### Fallout Extreme
Fallout Extreme esteve em desenvolvimento por vários meses em 2000, mas foi cancelado antes de deixar o estágio de conceito. Destinava-se a ser um jogo de tiro tático em primeira e terceira pessoa baseado em esquadrões a ser lançado no Xbox e construído na Unreal Engine.

#### Fallout Tactics 2
Fallout Tactics 2 foi proposto como uma sequência de Fallout Tactics: Brotherhood of Steel, embora tenha sido originalmente concebido como uma sequência de Wasteland, o videogame que inspirou a série Fallout. Foi desenvolvido pela Micro Forté, mas a produção foi cancelada em dezembro de 2001 após as fracas vendas de Fallout Tactics.

#### Van Buren, Fallout 3 da Black Isle Studios
Van Buren é o codinome da versão cancelada de Fallout 3 desenvolvida pela Black Isle Studios e a ser publicada pela Interplay Entertainment. Ele apresentava um motor aprimorado com gráficos 3D em oposição a sprites, novos locais, veículos e uma versão modificada do sistema SPECIAL. A história se desconectou da linhagem Vault Dweller/Chosen One em Fallout e Fallout 2. Os planos para o jogo incluíam a capacidade de influenciar as várias facções. O jogo foi cancelado em dezembro de 2003, quando cortes no orçamento forçaram a Interplay a demitir a equipe de desenvolvimento do PC. A Interplay posteriormente vendeu a propriedade intelectual de Fallout para a Bethesda Softworks, que começou o desenvolvimento de sua própria versão de Fallout 3 sem relação com Van Buren. As principais partes do jogo foram incorporadas ao Fallout 3 e seus complementos, bem como ao Fallout: New Vegas. 

#### Fallout: Brotherhood of Steel 2
Fallout: Brotherhood of Steel 2 é a sequência cancelada de Brotherhood of Steel. O desenvolvimento do jogo começou antes da conclusão do original, e seu desenvolvimento causou o cancelamento do projeto Van Buren. Como seu antecessor, o jogo teria usado o Dark Alliance Engine. Apresentava quatorze novas armas e dez novos inimigos. O jogo teria usado um sistema de reputação simplificado com base em entradas anteriores; dependendo se o jogador era bom ou mau, o jogo seria diferente. Cada um dos quatro personagens jogáveis tinha um estilo de luta diferente, portanto, cada nova jogada teria sido uma experiência diferente. Tinha ação cooperativa para dois jogadores para os jogadores experimentarem o jogo com seus amigos. O Dark Alliance Engine seria desenvolvido para refinar a experiência do jogador. Um novo sistema furtivo teria sido adicionado ao jogo. Este sistema teria permitido aos jogadores perseguir inimigos ou assassiná-los furtivamente com um rifle de precisão. Para personagens que não podiam usar o rifle de precisão, a Interplay adicionou um modo de torre que permitia que esses personagens usassem torres.
Embora a missão principal do jogo fosse linear, como o jogador chegaria à conclusão teria sido sua escolha. A personagem principal teria sido uma garota latina chamada Lilith, que dizia ter um temperamento explosivo com cabelos pretos curtos, olhos verdes e um corpo sexy. Ela teria usado um sutiã esportivo e jeans. Três outros personagens seriam Maxus, filho de Cyrus, e Jaffe, um trabalhador de P&D da Irmandade que foi retirado do serviço devido a tensões entre a Irmandade e a NCR. Scarlet é uma personagem completamente albina, criada por Harold, e inspirada nas histórias de Dweller, a personagem principal do Fallout original.

#### Fallout Online
Fallout Online (anteriormente conhecido como Project V13) é um projeto cancelado pela Interplay e Masthead Studios para desenvolver um MMO com tema de Fallout. Entrou em produção em 2008. Em 2009, a Bethesda entrou com uma ação contra a Interplay em relação ao Projeto V13, alegando que a Interplay violou seu acordo, pois o desenvolvimento do projeto ainda não havia começado. Em 2 de janeiro de 2012, a Bethesda e a Interplay chegaram a um acordo, cujos termos incluem o cancelamento de Fallout Online e a transferência de todos os direitos da franquia para a Bethesda. Desde então, o Projeto V13 foi revivido como um projeto completamente diferente chamado Mayan Apocalypse, sem relação com Fallout.

## Jogabilidade

### S.P.E.C.I.A.L
S.P.E.C.I.A.L é um sistema de criação de personagens e estatísticas desenvolvido para uso na série Fallout.  "SPECIAL" é um acrónimo que representa os sete atributos utilizados para definir os caracteres: Strength (Força), Perception (Percepção), Endurance (Resistência), Charisma (Carisma), Intelligence (Inteligência), Agility (Agilidade) e Luck (Sorte). SPECIAL é fortemente baseado em GURPS, que foi originalmente planejado para ser o sistema de personagens usado no jogo.
O sistema SPECIAL envolve os seguintes conjuntos de recursos principais:
- Os atributos (listados acima) representam as habilidades inatas de um personagem. Os atributos permanecem praticamente constantes ao longo do jogo, embora possam ser temporariamente afetados por drogas, alterados indefinidamente por condições como o uso de Power Armor, a presença de certos NPCs, danos oculares recebidos de um acerto crítico ou alterados permanentemente em certos pontos do jogo através do uso de certos itens ou vantagens.
- As habilidades representam a chance de um personagem realizar com sucesso um grupo de tarefas específicas (como disparar uma arma ou arrombar uma fechadura). Eles são representados como porcentagens, embora essas porcentagens possam se estender muito além do máximo esperado de 100%, com custo aumentado para habilidades acima de 100%. As estatísticas SPECIAL adicionam continuamente bônus às habilidades. Isso é feito passivamente, ou seja, se as estatísticas SPECIAL mudarem, os bônus serão ajustados automática e instantaneamente. Os pontos de habilidade que são ganhos cada vez que o personagem sobe de nível podem ser usados para aumentar a porcentagem de habilidade. Na criação do personagem, o jogador seleciona três "tag skills" - habilidades que podem ser aumentadas em múltiplos da taxa normal, começando em um ponto de habilidade por 2% de habilidade com menos de 101% de habilidade.

O sistema SPECIAL foi usado em Fallout, Fallout 2 e Fallout Tactics: Brotherhood of Steel. Uma versão modificada do sistema foi usada em Fallout 3, Fallout: New Vegas, Fallout 4, Fallout 76 e Fallout Shelter.
Além dos jogos Fallout, versões modificadas de SPECIAL também foram usadas em Lionheart: Legacy of the Crusader (também conhecido como Fallout Fantasy no início da produção), um RPG eletrônico de fantasia que envolvia espíritos e magia, além dos recursos tradicionais do SPECIAL, bem como o projeto cancelado Black Isle's Torn.

### O Pip-Boy e o Vault Boy
O Pip-Boy (Personal Information Processor-Boy) é um computador de pulso dado ao jogador no início de Fallout, Fallout 2, Fallout 3, Fallout: New Vegas, Fallout 4 e Fallout 76 que serve a vários papéis em missões, inventário e gerenciamento de batalha, além de apresentar estatísticas do jogador. O modelo presente em Fallout e Fallout 2 é identificado como um Pip-Boy 2000, e ambos os jogos apresentam a mesma unidade, usada primeiro pelo Vault Dweller e depois herdada pelo Chosen One. Fallout Tactics contém uma versão modificada do modelo 2000, chamada Pip-Boy 2000BE, enquanto Fallout 3 e Fallout: New Vegas usam um Pip-Boy 3000. Fallout: New Vegas tem uma versão dourada dele, chamada Pimp-Boy 3 Billion, que é dada ao jogador como recompensa por completar uma missão de uma determinada maneira. Fallout 4 contém uma versão modificada do 3000, chamada Pip-Boy 3000 Mark IV. Fallout 76 contém uma versão modificada do Pip-Boy, chamada Pip-Boy 2000 Mark VI, que é outra versão do Pip-Boy 2000.
O personagem Vault Boy é o mascote da Vault-Tec e é um elemento recorrente nos produtos da Vault-Tec no mundo do jogo. Isso inclui o Pip-Boy, onde o Vault Boy ilustra todas as estatísticas de personagens e atributos selecionáveis. De Fallout 3 da Bethesda em diante, o Vault Boy modela todas as roupas e armas também. O personagem foi originalmente desenhado por Leonard Boyarsky, baseado em parte na estética de Rich Uncle Pennybags do jogo de tabuleiro Monopoly.

### Armadura potente

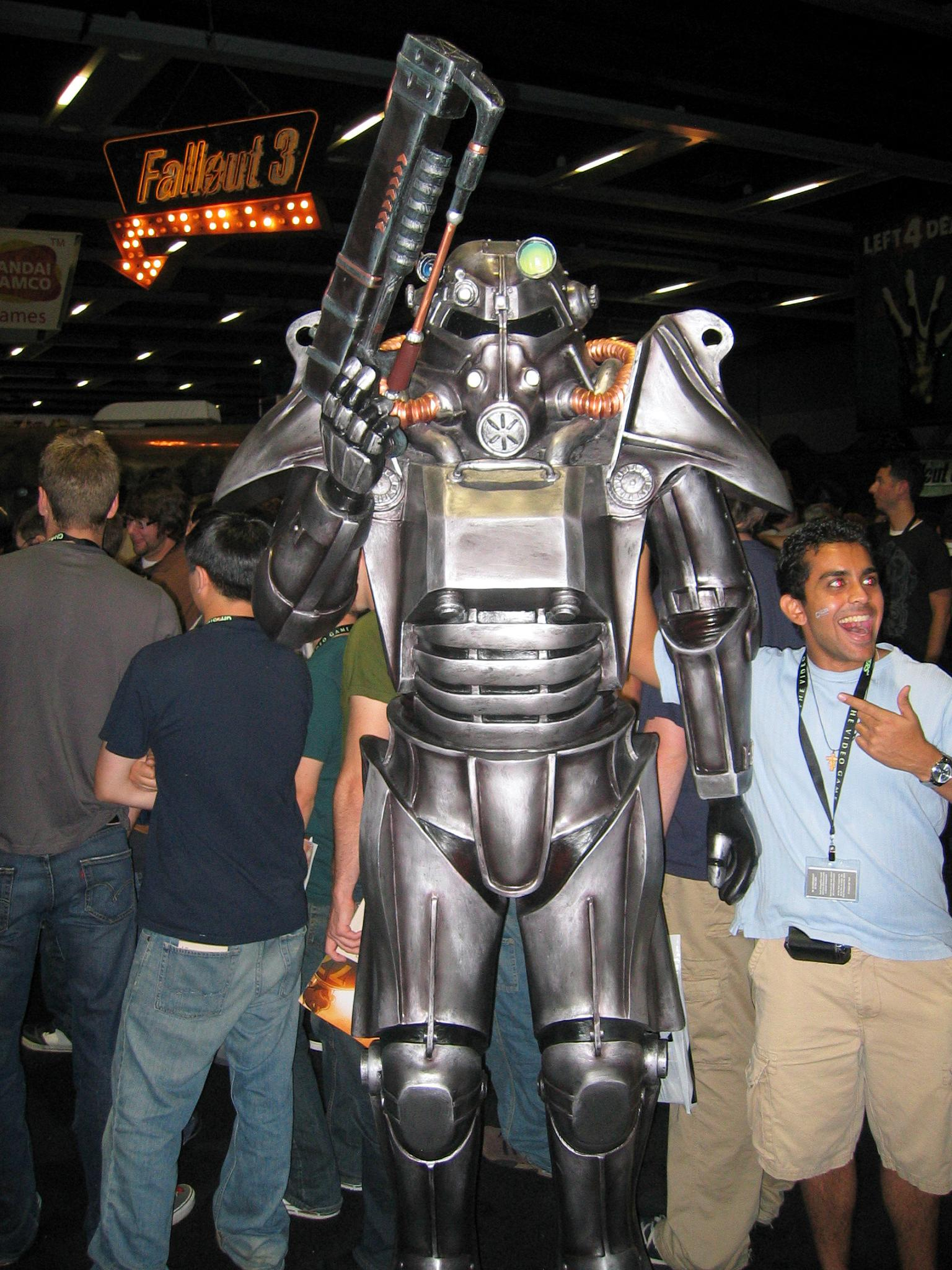
Uma réplica da armadura potente T-45, que aparece pela primeira vez e é destaque em Fallout 3

Armadura de infantaria de combate motorizada, ou armadura potente, é um tipo de exoesqueleto energizado apresentado em todos os jogos da série Fallout. Ele permite proteção contra o fogo inimigo e permite que o usuário carregue armas extremamente pesadas e outros objetos com facilidade. É considerado uma parte icônica do universo Fallout, uma ferramenta de marketing eficaz para um protagonista sem rosto e um símbolo proeminente na tradição do jogo.
O design final da armadura potente no Fallout original foi criado pelo artista Leonard Boyarsky a partir de uma renderização de capacete feita para mostrar "algo mais detalhado para mostrar na capa e nas cinemáticas" do jogo. O design do capacete e da ocular foi declarado por Cain como parcialmente inspirado no filme The City of Lost Children, com seus "tubos e aberturas" servindo como "muito inspiradores" para a estética geral do jogo.
As aparições recorrentes da armadura potente em títulos subsequentes após a aquisição da propriedade intelectual de Fallout pela Bethesda Softworks representam um motivo visual crucial usado para estabelecer continuidade com trabalhos anteriores da franquia. O diretor de arte Istvan Pely afirmou que a armadura potente foi o primeiro recurso desenvolvido para Fallout 3 porque o "elemento icônico da série... parecia um ótimo lugar para começar" e foi um "exercício útil para encontrar um equilíbrio entre permanecer fiel à vibração do jogo original e introduzir uma nova estética para o novo jogo".
Em Fallout: New Vegas, a armadura potente é retratada como uma forma equipável de roupa, semelhante a outras armaduras, sem nenhuma animação única. A PCGamesN relatou que alguns mods notáveis criados por fãs introduziram mudanças estéticas no design da armadura potente do jogo para torná-lo mais imponente e adicionaram animações para refletir seu peso. Evan Lafleuriel observou que New Vegas é o único jogo da série a evitar o uso de power armor para anunciar o jogo, o que não deixou uma impressão duradoura em sua opinião.
Em Fallout 4, a armadura potente é notavelmente mais fortemente integrada à jogabilidade, com trajes se tornando objetos personalizáveis e interativos no mundo do jogo que o jogador sobe ao invés de roupas típicas e exigindo núcleos de fusão para usar. O estúdio inicialmente começou uma "reimaginação" do design clássico durante o desenvolvimento de Fallout 4, mas criou um design novo e revisado que era "maior, mais imponente, mais realista e totalmente funcional" para criar a impressão de que a armadura potente se parece menos com um traje e mais com um veículo que um jogador operaria, que ressoou com alguns comentaristas de Fallout 4. Além disso, os jogadores são capazes de criar coleções de armadura potente em conjunto com os recursos de construção de base do jogo.

## Visão geral da franquia

### Ambientação

A bandeira dos EUA de Fallout mostrada aqui é inspirada na bandeira de Cowpens, mas com a estrela central ampliada para representar a nação como um todo.

Logotipo da Nuka-Cola Corporation

A série se passa em um Estados Unidos fictício em um cenário de história alternativa que diverge da realidade após 1945, após a Segunda Guerra Mundial. Nesta "era de ouro" atompunk alternativa, válvulas termiônicas e a física atômica servem como base do progresso científico, enquanto os transistores não são tão cientificamente importantes neste mundo.  Como tal, surge um bizarro status quo socio tecnológico, no qual robôs avançados, carros movidos a energia nuclear, armas de energia dirigida e outras tecnologias futuristas são vistas ao lado de computadores e televisores da década de 1950. Os Estados Unidos se dividem em 13 comunidades e a estética e a paranóia da Guerra Fria da década de 1950 continuam a dominar o estilo de vida americano até o século 21.
Mais de cem anos antes do início da série, uma crise energética surgiu como resultado do esgotamento do petróleo, levando a um período chamado de "Guerras por Recursos" a partir de abril de 2052 - uma série de eventos causados pela escassez global de recursos que incluiu uma guerra entre a Comunidade Europeia e os estados do Oriente Médio que levou ao colapso de ambas as regiões. a dissolução das Nações Unidas, a invasão do México pelos EUA e a anexação hostil do Canadá, e uma invasão chinesa e subsequente ocupação militar do Alasca em 2066, levando à "Guerra Sino-Americana" de uma década entre a China e os EUA, juntamente com o surgimento de uma doença conhecida como "Nova Peste" que devastou o continente americano. À medida que as situações globais pioravam, o governo americano tornou-se cada vez mais chauvinista e autoritário, chegando a prender dissidentes políticos e cidadãos sino-americanos e enviá-los para campos de reeducação, onde foram abusados e até experimentados. Em 2077, a tensão entre os Estados Unidos e a China havia crescido para níveis críticos quando os EUA retomaram o Alasca e invadiram a China continental, culminando na "Grande Guerra" na manhã de 23 de outubro de 2077, horário de verão do leste, uma troca nuclear global de duas horas em escala apocalíptica, que posteriormente criou os Estados Unidos pós-apocalípticos. o cenário do mundo de Fallout.

### Refúgios

Logotipo da Vault-Tec Corporation

Tendo previsto esse resultado décadas antes, o governo dos EUA iniciou um projeto nacional em 2054 para construir abrigos nucleares conhecidos como "refúgios". Refúgios foram ostensivamente projetados pela Vault-Tec Corporation como abrigos públicos, cada um capaz de suportar até mil pessoas. Cerca de 400.000 refúgios teriam sido necessários, mas apenas 122 foram comissionados e construídos. Cada refúgio é autossuficiente, então eles poderiam teoricamente sustentar seus habitantes indefinidamente. No entanto, o projeto refúgio não foi concebido como um método viável de repovoar os Estados Unidos nesses eventos mortais. Em vez disso, a maioria dos refúgios eram experimentos sociais secretos e antiéticos e foram projetados para determinar os efeitos de diferentes condições ambientais e psicológicas em seus habitantes. Dezessete refúgios de controle foram feitos para funcionar como anunciado, em contraste com os experimentos do Vault, mas geralmente eram de má qualidade e não confiáveis devido à maior parte do financiamento ir para os experimentais. Muitos refúgios permaneceram selados como parte de seus respectivos experimentos, mesmo depois que a radiação atingiu níveis seguros.
Os experimentos foram amplamente variados e incluíram: um refúgio cheio de clones de um indivíduo; um refúgio onde seus residentes foram congelados em animação suspensa; um refúgio onde seus residentes foram expostos a drogas psicoativas; um refúgio onde eles são instruídos a sacrificar um habitante a cada ano; um refúgio com apenas um homem e fantoches; um refúgio onde seus habitantes eram segregados em duas facções hostis; dois refúgios com proporções desproporcionais de homens e mulheres; um refúgio onde a porta nunca se fechava totalmente, expondo os habitantes à perigosa precipitação nuclear; um refúgio com espaço limitado onde todos os seus moradores tinham acesso a armas de fogo; um refúgio deliberadamente superlotado e uma série de refúgios onde os habitantes foram expostos ao mutagênico Vírus de Evolução Forçada (F.E.V.), criando mutantes híbridos pós-humanos e humanos/animais, incluindo os monstruosos Super Mutantes. Em última análise, muitos dos experimentos tiveram resultados desastrosos, geralmente levando ao seu descarrilamento e ao colapso do refúgio. Vários refúgios foram ocupados por invasores, Super Mutantes ou outras criaturas mutantes após seu abandono.

### Condições do pós-guerra

Bandeira da Nova República da Califórnia

Símbolo da Enclave

Nos anos após a Grande Guerra, os Estados Unidos se transformaram em um ambiente pós-apocalíptico comumente apelidado de "Ermos". A Grande Guerra e o subsequente Armagedom nuclear despovoaram severamente o país, deixando grandes extensões de propriedades em decadência por negligência. Além disso, praticamente todos os alimentos e água são irradiados e a maioria das formas de vida sofreu mutações devido à alta radiação combinada com mutagênicos de origens variadas. Apesar da devastação em grande escala, algumas áreas tiveram a sorte de sobreviver ao apocalipse nuclear relativamente ilesas, mesmo possuindo água, flora e fauna não irradiadas. No entanto, essas áreas são extremamente raras. Com grande parte da infraestrutura do país em ruínas, as necessidades básicas são escassas. A barganha é o método comum de troca, com tampas de garrafa fornecendo uma forma mais convencional de moeda. A maioria das cidades e vilas está vazia, tendo sido saqueada ou deserta em favor de comunidades menores e improvisadas espalhadas pela Terra Devastada.
Muitos humanos que não conseguiram entrar nos refúgios sobreviveram às explosões atômicas, mas muitos deles, afetados pela radiação, se transformaram nos chamados "necróticos". Embora sua expectativa de vida seja muito estendida, seus corpos desenvolvem necrose ou podridão generalizada; muitos perdem o cabelo, suas vozes assumem um tom rouco e, de outra forma, têm características físicas permanentemente deformadas. Necróticos muitas vezes se ressentem de seres humanos normais, seja por ciúme ou em resposta à discriminação. Necróticos normalmente se ressentem de qualquer comparação com zumbis, e ser chamado de zumbi é visto como um grande insulto. Se os necróticos continuarem a ser expostos a altos níveis de radiação, seus cérebros sofrerão danos irreversíveis, o que pode fazer com que eles se tornem "selvagens" e ataquem quase tudo à vista, tendo perdido a cabeça.
Criaturas conhecidas como "Destroçadores" vagam pelo deserto. Eles foram deliberadamente criados por humanos como armas biológicas antes da Grande Guerra. Escapando para a natureza depois, eles passaram a prosperar no deserto nuclear, tornando-se superpredadores. Conhecidos como um dos elementos mais reconhecidos e icônicos da série Fallout, os Destroçadores foram elogiados pela crítica por seu design e pelo medo que induzem no jogador devido ao seu imenso poder. Como resultado de sua popularidade, vários mods foram criados para os jogos da série Fallout com o Destroçador como tema central, seja para domar as criaturas como animal de estimação ou usá-las em combate, conceitos que mais tarde foram adicionados como um recurso oficial.
Várias facções de humanos se formariam mais tarde nos Ermos, com quatro das mais proeminentes sendo a Irmandade do Aço, a Nova República da Califórnia (NCR), a Enclave e o Instituto. A Irmandade se reuniu quando um grupo de soldados liderados pelo Capitão do Exército dos EUA Roger Maxson iniciou um motim depois de descobrir sobre os experimentos do Vírus Evolucionário Forçado. Declarando-se independentes do governo dos EUA, sua rebelião nunca decolou devido ao início da Grande Guerra. Os desertores, seguros nos confins subterrâneos da base, sobreviveram e vieram à superfície e se reconectaram com outros sobreviventes, depois se dirigiram para o bunker de Lost Hills para começar de novo. A NCR foi formada por um grupo de moradores do Vault 15 que fundariam a cidade de Shady Sands. Com o tempo, sob a liderança de seu ancião Aradesh e sua filha Tandi, Shady Sands se tornou uma grande potência econômica no sudoeste e se uniu a outros grandes centros de civilização na área para fundar a Nova República da Califórnia. A Enclave era uma cabala secreta de industriais ricos, membros das forças armadas e políticos influentes que operavam nas sombras e detinham um grande grau de controle sobre o governo dos Estados Unidos. Essa enigmática aliança de interesses privados acabou subvertendo e se desenvolvendo a partir da continuidade do protocolo do governo para garantir sua sobrevivência como os verdadeiros Estados Unidos, reivindicando o continente norte-americano. O Instituto é uma sociedade científica reclusa composta por vários intelectuais e mecanicistas descendentes da equipe do Instituto de Tecnologia de Massachusetts. Emergindo como uma grande potência do pós-guerra nos anos 2200, o Instituto se considera um bastião de conhecimento e prosperidade em meio a um mundo moribundo, desenvolvendo inúmeras tecnologias revolucionárias e avançadas. Os Sintéticos, andróides que se assemelham quase exatamente aos humanos, estão na vanguarda das conquistas científicas do Instituto e trabalham para beneficiar os objetivos da organização, inserindo-se nas principais facções do pós-guerra.

### Influências
Fallout satiriza as fantasias dos anos 1950 e 1960 sobre a "sobrevivência pós-guerra nuclear" dos Estados Unidos, assim, baseia-se na ficção científica da revista pulp dos anos 1950 e nos quadrinhos de super-heróis, todos enraizados na Era Atômica otimismo de um futuro movido a energia nuclear, embora tenha dado terrivelmente errado no momento em que os eventos do jogo acontecem. A tecnologia é retro-futurista, com várias máquinas Raygun Gothic, como armamento a laser e robôs quadrados no estilo Planeta Proibido. Os computadores usam válvulas termiônicas em vez de transistores (dos quais existem apenas alguns), a arquitetura de edifícios em ruínas apresenta designs Art Déco, Streamline Moderne e Googie, armas de energia direta se assemelham às usadas por Flash Gordon e os poucos veículos que restam no mundo são todos no estilo dos anos 1950. Os outros designs de produção de Fallout, como interfaces de menu, são projetados de forma semelhante para se assemelhar a anúncios e brinquedos da Era Atômica. A publicidade no jogo, como outdoors e brochuras, tem um motivo e uma sensação distintos dos anos 1950. A falta de retro-estilização foi um motivo comum de críticas em jogos spin-off, bem como recursos modernos em armas e outros modelos. 
Uma grande influência foi O menino e seu cachorro, onde o personagem principal Vic e seu cachorro Blood vasculham o deserto do sudoeste dos Estados Unidos, roubando para ganhar a vida e fugindo de bandos de saqueadores, andróides furiosos e mutantes. Ele "inspirou Fallout em muitos níveis, de comunidades subterrâneas de sobreviventes a mutantes brilhantes". Outras influências cinematográficas incluem a série Mad Max, com sua representação de um deserto pós-apocalíptico. No primeiro jogo, uma das primeiras armaduras disponíveis é uma jaqueta de couro de uma manga que se assemelha à jaqueta usada em Mad Max 2.

## Outras mídias

### Filmes cancelados
Em 1998, a Interplay Entertainment fundou a divisão de filmes Interplay Films para fazer filmes baseados em suas propriedades, e anunciou que um filme de Fallout foi um de seus primeiros projetos, juntamente com adaptações de Descent e Redneck Rampage. Em 2000, a Interplay confirmou que um filme baseado no jogo Fallout original estava em produção com o roteirista de Mortal Kombat Annihilation, Brent V. Friedman, contratado para escrever um tratamento de filme e com a Dark Horse Entertainment anexado para produzi-lo. A divisão foi posteriormente dissolvida sem nenhum filme produzido, mas o tratamento de Friedman vazou na Internet em 2011.
Em 2016, Todd Howard afirmou que a Bethesda havia recusado as ofertas de fazer um filme baseado em Fallout, mas que ele não descartou a possibilidade.

### Séries de televisão
Uma série de televisão Fallout baseada na franquia foi anunciada em julho de 2020 para o Amazon Prime Video. A série foi escrita, criada e produzida por Lisa Joy e Jonathan Nolan. Em janeiro de 2022, a Amazon avançou oficialmente com a série, com Nolan dirigindo o episódio piloto e Geneva Robertson-Dworet e Graham Wagner se juntando como showrunners. As filmagens foram concluídas em 28 de março de 2023. O show é canônico para os jogos, com seu cenário de 2296, tornando-o o mais distante ao longo da linha do tempo da franquia. Ella Purnell e Walton Goggins foram escalados para papéis principais como uma habitante inexperiente do refúgio se aventurando na superfície e um mercenário necrótico, respectivamente. A série estreou sua primeira temporada, composta por oito episódios, em 10 de abril de 2024, e foi renovada para uma segunda temporada no final daquele mês.

### The Vault Dweller's Official Cookbook
"The Vault Dweller's Official Cookbook" contém receitas de alimentos encontrados no universo Fallout, como Nuka-Cola, BlamCo Mac N' Cheese e vários outros. Foi escrito por Laurie Ulster e Victoria Rosenthal e publicado em 23 de outubro de 2018, para coincidir com o lançamento de Fallout 76 e a data da Grande Guerra no jogo.

### Fortnite: Battle Royale
A Armadura Potente T-60 apareceu em Fortnite, no modo de jogo Battle Royale, como uma roupa cosmética no Passe de Batalha da Temporada 3 do Capítulo 5, ao lado de uma ferramenta de picareta feita da lâmina de um Assaultron, um emote representando um robô Mister Handy e muitos outros itens cosméticos com referência à série. Nuka Cola também apareceu como um consumível, assim como o rifle laser como uma arma no jogo, em uma atualização posterior.

### Super Smash Bros Ultimate
Durante o verão de 2020, o mascote da Vault-Tec, Vault Boy, apareceu como uma fantasia de Mii Gunner para o título do Nintendo Switch Super Smash Bros. Ultimate.

### Call of Duty
Em 18 de junho de 2024, a Activision anunciou uma colaboração entre a franquia Call of Duty e Fallout, que viu a adição de um pacote cosmético para compra em Call of Duty: Modern Warfare III e Call of Duty: Warzone. O pacote contém trajes do "Refúgio 141" para quatro personagens operadores Soap, Price, Ghost e Gaz, além de skins de armas com tema de refúgio e outros itens baseados em Fallout. O pacote foi lançado em 20 de junho de 2024, além de um evento gratuito no jogo onde os jogadores podem ganhar outros itens cosméticos com o tema Fallout, incluindo uma camuflagem de arma Nuka-Cola Quantum.

## Recepção e legado
| Jogo                                  | Ano  | Metacritic                          |
| ------------------------------------- | ---- | ----------------------------------- |
| Fallout                               | 1997 | 89/100                              |
| Fallout 2                             | 1998 | 86/100                              |
| Fallout Tactics: Brotherhood of Steel | 2001 | 82/100                              |
| Fallout: Brotherhood of Steel         | 2004 | PS2: 64/100 XBOX: 66/100            |
| Fallout 3                             | 2008 | PC: 91/100 PS3: 90/100 X360: 93/100 |
| Fallout: New Vegas                    | 2010 | PC: 84/100 PS3: 82/100 X360: 84/100 |
| Fallout Shelter                       | 2015 | 71/100                              |
| Fallout 4                             | 2015 | PC: 84/100 PS4: 87/100 XONE: 88/100 |
| Fallout 76                            | 2015 | PC: 52/100 PS4: 53/100 XONE: 49/100 |

A série Fallout foi recebida com uma recepção positiva. O título mais bem avaliado é Fallout 3 e o mais baixo é Fallout 76, de acordo com o agregador de críticas Metacritic.

### Controvérsia e fandom
Alguns fãs expressaram consternação com a direção que a série Fallout tomou desde sua aquisição pela Bethesda Softworks. Notório por seu apoio veemente aos dois primeiros jogos da série, Fallout e Fallout 2, centrados em um dos mais antigos fã site de Fallout, No Mutants Allowed, reclamaram de desvios das histórias, mecânica de jogo e cenário dos jogos originais. Críticas menores incluem a prevalência de alimentos intocados após 200 anos, a sobrevivência de habitações com estrutura de madeira após uma explosão nuclear e a onipresença de Super Mutantes nos níveis iniciais do jogo. Críticas mais sérias envolvem a qualidade da escrita do jogo, a falta de verossimilhança, a mudança para um formato de jogo de ação em primeira pessoa e a reatividade do mundo do jogo ao redor das ações do jogador. Em resposta, James Stephanie Sterling do Destructoid chamou grupos de fãs como No Mutants Allowed de "egoístas" e "arrogantes"; afirmando que um novo público merece uma chance de jogar um jogo Fallout; e que se a série tivesse permanecido do jeito que estava em 1997, novos títulos nunca teriam sido feitos e lançados no mercado.
A interface de diálogo redesenhada apresentada em Fallout 4 recebeu uma recepção mista pela comunidade. Fãs insatisfeitos criaram mods para o jogo, fornecendo legendas e permitindo que o jogador soubesse o que seu personagem diria antes de escolhê-lo como era nos jogos anteriores da franquia, como em Fallout 3 e Fallout: New Vegas. Embora mesmo levando em consideração os mods, Patricia Hernandez do Kotaku ainda criticou a escrita do jogo em sua análise, descrevendo-o como "raso", "Você nunca tem conversas particularmente longas ou sutis com os outros personagens. Eu gosto de interpretar um personagem focado no Carisma e fiquei desapontada."
Após o lançamento, Fallout 76 se tornou o título com classificação mais baixa. Tem sido objeto de várias controvérsias desde o seu lançamento. A IGN deu ao jogo uma classificação de cinco em dez, criticando o jogo por seus gráficos sem brilho, mau uso do multiplayer e bugs, "Fallout 76 não consegue fazer nada disso bem o suficiente para formar uma identidade. Sua mentalidade multiplayer rouba suas missões de todas as decisões morais que tornam a série ótima, e tudo o que resta é uma bagunça de designs sistêmicos que nunca parece funcionar (culminando) em um final de jogo agravante que é mais trabalho do que heroísmo satisfatório. A Bethesda errou o alvo com Fallout 76... porque parece que nunca poderia decidir o que estava buscando." A revista PC Gamer classificou o jogo com seis em dez, elogiando-o por seu cenário evocativo e bonito, grande mundo e combate, mas também criticando o jogo por seus bugs, interface de usuário ruim e repetitividade, "o mundo retém muito do que eu amo nos RPGs anteriores da Bethesda com ambientes finamente elaborados, armas e artesanato agradáveis, e pequenos pedaços surpreendentes de história para descobrir e investigar. Porém, não demora muito para que o brilho desapareça, as áreas outrora fascinantes percam sua maravilha entre as multidões de inimigos idênticos que matei lá uma e outra vez."

## Batalhas jurídicas
A Interplay foi ameaçada de falência e vendeu a franquia Fallout completa para a Bethesda, mas manteve os direitos do MMO de Fallout através de uma licença em abril de 2007 e começou a trabalhar no MMO no final daquele ano. A Bethesda Softworks processou a Interplay Entertainment por violação de direitos autorais em 8 de setembro de 2009, em relação à licença de Fallout Online e à venda de Fallout Trilogy e buscou uma liminar para interromper o desenvolvimento de Fallout Online e as vendas de Fallout Trilogy. Os pontos-chave que a Bethesda estava tentando argumentar é que a Interplay não tinha o direito de vender Fallout Trilogy na Internet via Steam, Good Old Games ou outros serviços online. A Bethesda também disse que o desenvolvimento em "grande escala" do Fallout Online não foi atingido e que o financiamento mínimo de 30 milhões de "financiamento garantido" não foi cumprido. A Interplay lançou uma contra-ação alegando que as reivindicações da Bethesda não tinham mérito e que tinha o direito de vender Fallout Trilogy por meio de lojas online por meio de seu contrato com a Bethesda. A Interplay também afirmou que o financiamento seguro foi atingido e que o jogo estava em desenvolvimento em grande escala na data limite. A Interplay argumentou para anular o segundo contrato que vendeu Fallout, o que resultaria no primeiro contrato que licenciou Fallout para voltar a vigorar. Isso significaria que Fallout voltaria para Interplay. A Bethesda teria permissão para fazer Fallout 5. A Bethesda teria que pagar 12% dos royalties de Fallout 3, Fallout: New Vegas, Fallout 4 e expansões mais juros sobre o dinheiro devido. Em 10 de dezembro de 2009, a Bethesda perdeu a primeira liminar.
A Bethesda logo depois tentou uma nova tática e demitiu seu primeiro advogado, substituindo-o e entrando com uma segunda liminar, alegando que a Interplay havia apenas licenciado o nome Fallout, mas nenhum conteúdo. A Interplay rebateu mostrando que o contrato afirma que eles devem fazer Fallout Online que tenha a aparência de Fallout e que, caso a Interplay não atenda aos requisitos (30 milhões de financiamento seguro mínimo e desenvolvimento em "escala total" até a data X) que a Interplay ainda pode lançar o MMO, mas eles têm que remover todo o conteúdo do Fallout. O contrato então lista todo o conteúdo do Fallout como locais, monstros, cenários e história.  A Bethesda sabia que a Interplay usaria elementos de Fallout por meio de e-mails da Internet mostrados em documentos judiciais e que o contrato não era apenas para o nome. A segunda liminar da Bethesda foi negada em 4 de agosto de 2011 pelos tribunais. A Bethesda então apelou da negação de sua segunda liminar. A Bethesda então processou a Masthead Studios e pediu uma ordem de restrição contra a empresa. A Bethesda teve essa ordem de restrição negada antes que a Masthead Studios pudesse chamar um contra-processo. A Bethesda perdeu o recurso da segunda liminar.